# Euxoa nostra
Euxoa nostra là một loài bướm đêm trong họ Noctuidae.